# Succession (musikalbum)
Succession är debutalbumet av Maria Andersson från den svenska rockgruppen Sahara Hotnights. Albumet gavs ut under hennes förnamn Maria den 29 april 2016 på skivbolaget Woah Dad!. Det gick in på plats 33 på Sverigetopplistan.
Första singeln, "End of Conversation", släpptes den 19 februari 2016, följt av "Birches" den 22 april 2016.
Maria turnerade med skivan över hela landet och spelade låtar från skivan på bland annat Allsång på Skansen och Nyhetsmorgon i anslutning till releasen.

## Mottagande
Skivan mottogs mycket varmt av media, Dagens Nyheter skrev "”I was looking for somewhere to call my own” sjunger hon i albumets kanske mest centrala textrad i den lysande avslutande “The girl who loved islands” och det är verkligen vad hon gör. Hittar en ny plats. En alldeles egen." 
Aftonbladet: "Med sin frankoanglofila 60-talsvibb och Shout Out Louds-klingande samt nästan Hellström-doftande indiepop (Trumpeter! Ljuva melodier! Pampigheter!) låter hon Spanien och björkarna i ångermanländska Björna bli backdrop för stora frågor." 
Expressen: ”Succession” består av ett fint låthantverk som har producerats varsamt av Axel Algmark och resultatet är synnerligen värdigt och vackert." 

## Låtlista
Alla låtar är skrivna och komponerade av Maria Andersson, där inget annat anges. 
| Nr | Titel                      | Kompositör              | Längd |
| -- | -------------------------- | ----------------------- | ----- |
| 1. | Lift Me Up                 | Andersson, Axel Algmark | 3:23  |
| 2. | Birches                    |                         | 3:39  |
| 3. | Granada                    |                         | 3:22  |
| 4. | End of Conversation        |                         | 3:22  |
| 5. | Domino                     |                         | 2:52  |
| 6. | Open Hands                 | Andersson, Jonas Quant  | 3:21  |
| 7. | Wild Thing                 |                         | 3:25  |
| 8. | The Girl Who Loved Islands |                         | 4:05  |

## Medverkande
- Maria Andersson – sång, gitarr
- Axel Algmark – synt, producent
- Axel Fagerberg – percussion
- Albin Grahn – trumpet
- Simon Löfstedt – gitarr
- Ludwig Gustafsson – trummor, percussion
- Rasmus Lindelöw – piano, orgel
- Robin Lindvall – bas
- Filip Tunevi – trombon

Information från Svensk mediedatabas.

## Listplaceringar
| Lista (2016)                | Högsta position |
| --------------------------- | --------------- |
| Sverige (Sverigetopplistan) | 33              |